# Верёвкины
Веревкины — древний русский дворянский род.
При подаче документов (22 января 1687), для внесения рода в Бархатную книгу, была предоставлена родословная роспись Веревкиных, за подписью Степана Верёвкина.
Литовская фамилия Верёвкин-Шелюта происходит от Смоленского помещика Евстафия Верёвкина, который в эпоху завоевания Смоленска поляками, в начале XVII века, вступил в польскую службу и получил от короля Сигизмунда III вотчину Шелюта (Szeluta).

## История рода
Предок, Верёвкин, Иван Иванович, выехавший на службу великому князю московскому в 1549 г.,.упоминается становщиком в шведском походе (1549). Иван Богданович владимирский тиун (1551). Юрий Верёвкин послан к царю с грамотами (1570). Верёвкин, Андрей Иванович взял приступом крепость Ислам-Кермен (1576). Пётр Григорьевич и Ефим Иванович служили по Ряжску (1579). Шесть представителей рода служили по Мурому (1590-х), двое по Рязани (1591-1594).
Стародубцы: Иван, Семён. Путило, Горностай и Полунин Гавриловичи получили от Сигизмунда III поместья и вотчины в Стародубском уезде (1610).
Верёвкин, Игнатий Никитич участвовал в осаде Смоленска в 1634 году.
Род Веревкиных жалован поместьями (1680).
Двадцать представителей рода Веревкиных владели имениями (1699).

## Описание герба
В щите, имеющем голубое поле, изображены крестообразно золотые ключ и стрела.
Щит увенчан обыкновенным дворянским шлемом с дворянской короной. Намёт на щите голубой, подложенный золотом. Щитодержатели: с правой стороны единорог, а с левой лев. Герб рода Веревкиных внесён в Часть 3 Общего гербовника дворянских родов Всероссийской империи, стр. 101.

## Известные представители
- Верёвкин Богдан — погиб в Великих Луках (1556).
- Верёвкин Василий Васильевич — погиб в битве при Молодях (июль 1572)[6].
- Верёвкин Гаврила Михайлович — воевода в Перми (1622-1625), московский дворянин
- Верёвкин Семён Гаврилович — голова в Карачеве (1633).
- Верёвкин Никифор Логгинович — воевода в Енисейске (1639), степенный ключник Сытного дворца (1648), дмитровский помещик, скончался в схиме с именем Нифонта и погребён († 1676) в Николо-Пешношском монастыре.
- Верёвкин Иван — воевода в Тетюшах (1651).
- Верёвкины: Василий и Степан Алексеевичи, Фома Алексеевич, Александр Васильевич, Степан Кириллович и Григорий Иванович — стольники Петра I.
- Верёвкины: Иван Афанасьевич, Лукьян Петрович, Никита Фёдорович, Яков Иванович — московские дворяне (1692).
- Верёвкины: Александр и Павел Афанасьевичи — жильцы, участники Азовского похода (1696).
- Верёвкин Иван Иванович — флигель-адъютант (денщик) Петра I, потом капитан Семёновского полка[4][7][8][5].
- Верёвкин, Михаил Иванович (1732—1795) — писатель.
- Верёвкин, Николай Никитич (1766—1830) — генерал-лейтенант, петербургский комендант.
- Верёвкин Николай Александрович — генерал-лейтенант, кавалер ордена Святого Георгия 3-й степени[2].